# Antoine-Athanase Royer-Collard

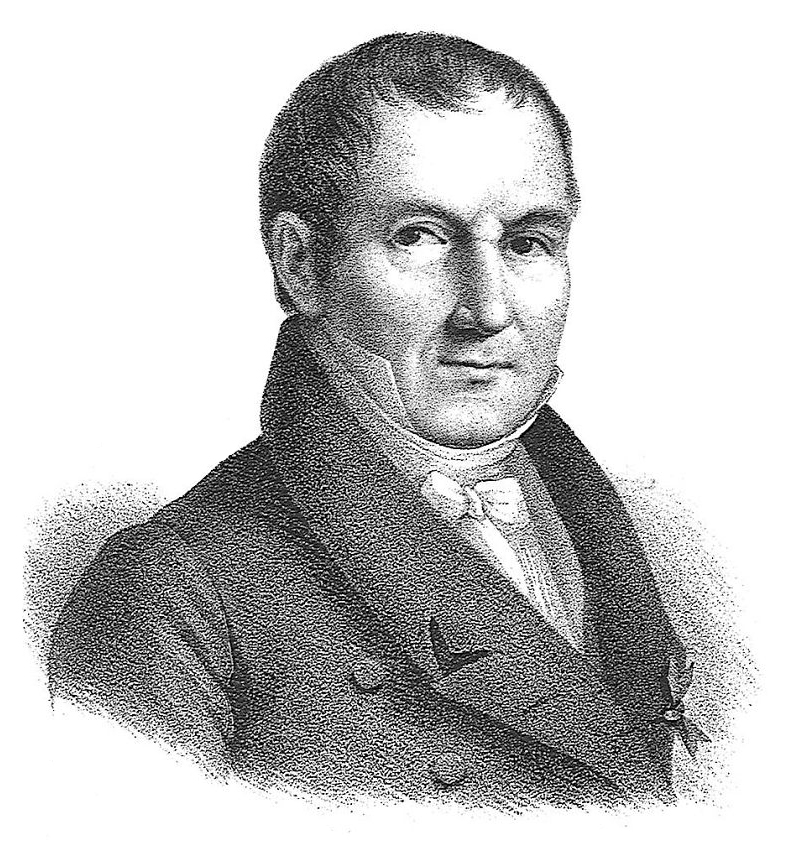
Antoine-Athanase Royer-Collard

Antoine-Athanase Royer-Collard (* 7. Februar 1768 in Sompuis (Département Marne); † 27. November 1825 in Paris) war ein französischer Arzt. Er war der jüngere Bruder des französischen Philosophen und Politikers Pierre-Paul Royer-Collard.

## Leben und Wirken
Antoine-Athanase Royer-Collard, von seinen Eltern für das geistliche Leben bestimmt, wurde zunächst im örtlichen Collège, dann in Lyon im Orden des Oratoriums („congrégation de l’Oratoire“) ausgebildet. Mit 21 Jahren bekam er 1792 in Lyon einen Lehrstuhl. 1791–1792 gab er dort ein gegen die Jakobiner der Stadt gerichtetes politisches Journal („Le surveillant“) heraus. Nach dem 10. August 1792 diente er bei der Armée des Alpes in der Verwaltung der Proviantversorgung. Am 2. September 1794 heiratete er die aus nobler Familie stammende, aber mittellose Jeanne-Françoise-Victorine de Piolenc und begann ein Medizinstudium, das er 1802 in Paris mit dem Erwerb des Doktortitels abschloss. 1803 gründete er das Journal „Bibliothèque médicale“, das er 15 Jahre lang redigierte.
Als Nachfolger von Joseph Gastaldy erhielt Royer-Collard am 23. Januar 1806 die Stelle als Arzt der Irrenanstalt zu Charenton, für die Pinel seinen Schüler Esquirol vergeblich empfohlen hatte. Seit der Wiedereröffnung der Anstalt im Jahre 1797 war dort François Simonnet de Coulmier zur bestimmenden Person („régisseur général“) geworden und hatte zusammen mit dem für Sinnesfreuden offenen Gastaldy den Schwerpunkt der Therapie vom „Physischen“ zum „Moralischen“ verschoben. Dazu dienten Veranstaltungen wie Theateraufführungen, Konzerte und Feuerwerke, an deren Organisation der Insasse de Sade wesentlich beteiligt wurde. Nach dem Amtsantritt des für seine strengen Moralvorstellungen bekannten Royer-Collard wurde in Charenton die Sinnesfreude durch eine strenge Verbotsmoral verdrängt.
Im August 1808 verfasste Royer-Collard einen Bericht für den Polizeiminister Joseph Fouché über die Zustände in Charenton, insbesondere über die vom Verwaltungsdirektor de Coulmier dem Insassen de Sade gewährten Freiheiten. Royer-Collard urteilte über de Sade: „Dieser Mensch ist nicht verrückt. Sein Wahn ist das Laster …“ Er empfahl die Internierung in einem Gefängnis. Im September 1808 ordnete der Polizeiminister Fouché an, dass de Sade in die Festung Ham zu überführen sei. Der Chirurg Deguise bescheinigte de Sade jedoch Transportunfähigkeit, und so konnte dieser in Charenton bleiben. Am 18. Oktober 1810 gab der Innenminister eine Verfügung heraus, die sofort umzusetzen war. De Sade musste getrennt untergebracht werden und es wurde ihm verboten, innerhalb oder außerhalb der Anstalt Kontakt zu haben. Außerdem wurden ihm Papier und Schreibzeug entzogen. De Coulmier konnte die Umsetzung dieses Dekrets verzögern. Am 6. Mai 1813 setzte ein ministerielles Dekret den Theateraufführungen in Charenton ein Ende. Am 30. Mai 1814 wurde de Coulmier durch den Advokaten Simon Martin Grégoire de Roulhac Dumaupas in seiner Funktion als Verwaltungsdirektor in Charenton abgelöst. De Sade starb am 2. Dezember 1814 in der Anstalt von Charenton.
1817 wurde Royer-Collard Professor der Rechtsmedizin, 1819 Professor der Psychiatrischen Pathologie („pathologie mentale“) in Paris und 1820 Mitglied der Académie de médecine. 1809–1823 war er Generalinspektor aller medizinischen Unterrichtsanstalten Frankreichs. 1820 nahm die Académie de médecine ihn als Mitglied auf. Nach seinem Tod 1825 wurde Esquirol sein Nachfolger.

## Werke
- Essai sur l‘aménorrhée, ou suppression du flux menstruel. Gabon, Paris An X (1802) (Digitalisat)
- Rapport au ministre de l‘intérieur sur les ouvrages envoyés au concours sur le croup. Paris 1812. Ins Holländische übersetzt, Rotterdam 1813.
  - Dazu auch der Artikel Croup im Dictionnaire des sciences médicales. Band 7, Panckoucke, Paris 1813, S. 412–499 (Digitalisat)
  - N. Meyer (Übersetzer). Abhandlung über den Croup. Hahn, Hannover 1814 (Digitalisat)
- En quoi consistent les véritables progrès de la médecine et quels sont les caractères auxquels on peut les connaître. Paris 1819

## Ärzte in Charenton 1797–1840
| Arzt / Chefarzt. Medizin                            | Assistenzarzt. Medizin | Arzt / Chefarzt. Chirurgie           | Assistenzarzt. Chirurgie |
| --------------------------------------------------- | ---------------------- | ------------------------------------ | ------------------------ |
| 1797–1805 Joseph Gastaldy                           |                        | 1797–1818 F. Deguise sen.            |                          |
| 1805/06–1813 Antoine-Athanase Royer-Collard         |                        |                                      |                          |
| 1813–1825 Antoine-Athanase Royer-Collard (Chefarzt) | 1813–1841 Bleynie      | 1819–1832 F. Deguise sen. (Chefarzt) | 1819–1843 Ramon          |
| 1825/26–1840 Jean Étienne Esquirol                  |                        | 1833–1843 J. F. Deguise jr. († 1871) |                          |